# Perdita translineata
Perdita translineata är en biart som beskrevs av Timberlake 1960. Perdita translineata ingår i släktet Perdita och familjen grävbin. Inga underarter finns listade i Catalogue of Life.